# Amon Lhaw
Amon Lhaw es una colina ficticia, escenario de parte de las historias del legendarium del escritor británico J. R. R. Tolkien, y en concreto de hechos narrados en La Comunidad del Anillo, el primero de los tres tomos en que se dividió para su publicación su novela El Señor de los Anillos.

## Etimología y significado del nombre
Su nombre significa en sindarin ‘colina del oído’ o ‘colina de la audición’.

## Geografía ficticia
Amon Lhaw es la colina situada en la margen izquierda (orilla oriental) del gran río Anduin, al sur del lago Nen Hithoel que se abre sobre el Anduin al sur de la «puerta de Gondor» que marcan los Argonath. Pertenece al grupo de colinas grises de Emyn Muil, junto con Amon Hen y Tol Brandir, los tres restos de un pretérito risco continuo que cerraba por el sur el Nen Hithoel antes de ser vencido por la erosión del Anduin para formar las cataratas del Rauros.
En ella está un antiguo puesto de guardia de Gondor, y en su cima se halla un lugar de observación que probablemente se llamaba Sitial del Oído, en relación con el Sitial de la Vista en Amon Hen. Desde la cima de la colina se podía oír el rumor eterno del Rauros.

## Historia ficticia
Aunque en el momento de la construcción del Sitial del Oído Amon Lhaw había estado en la frontera norte de Gondor, ya no era así en la época de la Guerra del Anillo; para entonces ya hacía tiempo desde que había caído bajo la influencia de Mordor. Allí desembarcaron Frodo y Sam al cruzar el Anduin desde Amon Hen tras la ruptura de la Comunidad para empezar su viaje en pareja al Monte del Destino.